# Castelnuovo (Prato)
Castelnuovo è una frazione del comune di Prato.
Fa parte della circoscrizione sud e si trova nella porzione sud-est del territorio a poca distanza dai confini con il comune di Poggio a Caiano e Campi Bisenzio e non molto distante dalle Cascine di Tavola.

## Storia
Il borgo fu fondato ai tempi del libero comune di Prato, nel XIII secolo. La posizione scelta fu dovuta probabilmente alla necessità di un avamposto difensivo verso i confini con Pistoia, attestata sul Montalbano sulla riva opposta dell'Ombrone, e con Firenze. La fondazione del borgo murato fu contemporanea alla bonifica del territorio circostante che si caratterizza per essere quello posto alla quota più bassa del territorio comunale.
Il nome stesso dell'insediamento ci dice che si tratta di un insediamento fortificato di nuova edificazione, una tipologia piuttosto rara, se non unica nel contado pratese ed in genere nella piana ad ovest di Firenze, che richiama, in piccolo, le "terre nuove" fiorentine nel Valdarno superiore.
La forma quadrangolare delle mura è ancora riconoscibile nella struttura urbanistica attuale che comunque non conserva quasi nulla del tessuto edilizio tradizionale. L'impianto del borgo murato (piuttosto piccolo) consisteva in circuito quadrato di fortificazioni, presumibilmente in muratura, con un unico asse viario nord-sud che doveva connettersi da una parte verso Paperino e dall'altra verso l'attraversamento dell'Ombrone.
L'unica traccia che rimane delle mura è la porta nord in conci di alberese.
All'interno delle mura era anche la chiesa di San Giorgio, ancora esistente, anche se ampiamente trasformata.